# Mistrovství světa v ledním hokeji 2019 (Divize III)
III. divize Mistrovství světa v ledním hokeji 2019 se hrálo v Abú Zabí ve Spojených arabských emirátech 31. března až 6. dubna a v Sofii v Bulharsku 22.–28. dubna 2019.

## Herní systém
V divizi III hrálo 12 týmů. Ty byly rozděleny do hlavní skupiny s šesti týmy a rovněž šestičlenné kvalifikační skupiny. První tým hlavní skupiny postoupil do skupiny B II. divize. Vítěz kvalifikační skupiny postoupil do hlavní skupiny III. divize.

## Účastníci

### Skupina A (hlavní skupina)
Turnaj se odehrál 22.–28. dubna v Sofii.
| Tým          | Kvalifikace                                     |
| ------------ | ----------------------------------------------- |
| Lucembursko  | 6. místo v Divizi II 2018 – Skupina B a sestup  |
| Bulharsko    | Pořadatel, 2. místo v Divizi III 2018           |
| Turecko      | 3. místo v Divizi III 2018                      |
| Tchaj-wan    | 4. místo v Divizi III 2018                      |
| JAR          | 5. místo v Divizi III 2018                      |
| Turkmenistán | 1. místo v kvalifikaci Divize III 2018 a postup |

#### Tabulka
Turnaj se odehrál 22.–28. dubna v Sofii.

### Výsledky
|  | Jeden tým postupující do skupiny B divize II |
|  | Jeden tým sestupující do skupiny B           |

| Poř. | Tým          | Z | V | VP | PP | P | GV | GI | +/- | B  |
| ---- | ------------ | - | - | -- | -- | - | -- | -- | --- | -- |
| 1.   | Bulharsko    | 5 | 5 | 0  | 0  | 0 | 39 | 7  | +32 | 15 |
| 2.   | Turecko      | 5 | 3 | 0  | 0  | 2 | 21 | 17 | +4  | 9  |
| 3.   | Turkmenistán | 5 | 2 | 0  | 1  | 2 | 21 | 21 | 0   | 7  |
| 4.   | Lucembursko  | 5 | 2 | 0  | 0  | 3 | 15 | 20 | -5  | 6  |
| 5.   | Tchaj-wan    | 5 | 1 | 1  | 0  | 3 | 23 | 35 | -12 | 5  |
| 6.   | JAR          | 5 | 1 | 0  | 0  | 4 | 18 | 37 | -19 | 3  |

#### Zápasy
Všechny časy jsou místní (UTC+03:00).
| 22. dubna 2019 13:00 | Turecko | 2:3 (0:1, 1:0, 1:2) | Lucembursko | Winter Sports Palace, Sofie Návštěvnost: 120 |  |

| Report |

| 22. dubna 2019 16:30 | Turkmenistán | 4:5 po prodl. (0:0, 0:3, 4:1 - 0:1) | Tchaj-wan | Winter Sports Palace, Sofie Návštěvnost: 130 |  |

| Report |

| 22. dubna 2019 20:00 | Bulharsko | 12:2 (7:1, 1:1, 4:0) | JAR | Winter Sports Palace, Sofie Návštěvnost: 850 |  |

| Report |

| 23. dubna 2019 13:00 | JAR | 2:7 (0:2, 1:3, 1:2) | Turkmenistán | Winter Sports Palace, Sofie Návštěvnost: 136 |  |

| Report |

| 23. dubna 2019 16:30 | Lucembursko | 4:5 (0:0, 3:2, 1:3) | Tchaj-wan | Winter Sports Palace, Sofie Návštěvnost: 180 |  |

| Report |

| 23. dubna 2019 20:00 | Bulharsko | 3:1 (0:0, 3:0, 0:1) | Turecko | Winter Sports Palace, Sofie Návštěvnost: 1 200 |  |

| Report |

| 25. dubna 2019 13:00 | Lucembursko | 5:2 (1:0, 3:0, 1:1) | JAR | Winter Sports Palace, Sofie Návštěvnost: 108 |  |

| Report |

| 25. dubna 2019 16:30 | Turecko | 7:4 (0:2, 3:2, 4:0) | Tchaj-wan | Winter Sports Palace, Sofie Návštěvnost: 128 |  |

| Report |

| 25. dubna 2019 20:00 | Bulharsko | 6:2 (2:0, 2:2, 2:0) | Turkmenistán | Winter Sports Palace, Sofie Návštěvnost: 1 200 |  |

| Report |

| 26. dubna 2019 13:00 | JAR | 3:6 (2:1, 1:2, 0:3) | Turecko | Winter Sports Palace, Sofie Návštěvnost: 120 |  |

| Report |

| 26. dubna 2019 16:30 | Turkmenistán | 4:3 (0:2, 3:1, 1:0) | Lucembursko | Winter Sports Palace, Sofie Návštěvnost: 195 |  |

| Report |

| 26. dubna 2019 20:00 | Tchaj-wan | 2:11 (1:1, 1:6, 0:4) | Bulharsko | Winter Sports Palace, Sofie Návštěvnost: 953 |  |

| Report |

| 28. dubna 2019 13:00 | Turecko | 5:4 (0:1, 2:1, 3:2) | Turkmenistán | Winter Sports Palace, Sofie Návštěvnost: 90 |  |

| Report |

| 28. dubna 2019 16:30 | Tchaj-wan | 7:9 (1:2, 2:4, 4:3) | JAR | Winter Sports Palace, Sofie Návštěvnost: 105 |  |

| Report |

| 28. dubna 2019 20:00 | Lucembursko | 0:7 (0:4, 0:1, 0:2) | Bulharsko | Winter Sports Palace, Sofie Návštěvnost: 1 135 |  |

| Report |

### Skupina B (kvalifikace)
Turnaj se odehrál 31. března až 6. dubna v Abú Zabí.
| Tým                     | Kvalifikace                                                |
| ----------------------- | ---------------------------------------------------------- |
| Hongkong                | 6. místo v Divizi III 2018 – sestup                        |
| Bosna a Hercegovina     | 2. místo v kvalifikační skupině Divize III 2018            |
| Spojené arabské emiráty | Pořadatel, 3. místo v kvalifikační skupině Divize III 2018 |
| Kuvajt                  | 4. místo v kvalifikační skupině Divize III 2018            |
| Thajsko                 | nováček turnaje                                            |
| Kyrgyzstán              | nováček turnaje                                            |

### Výsledky
|  | Jeden tým postupující do skupiny A |
|  | Dva týmy sestupující do divize IV  |

#### Tabulka
| Poř. | Tým                     | Z | V | VP | PP | P | GV | GI | +/- | B  |
| ---- | ----------------------- | - | - | -- | -- | - | -- | -- | --- | -- |
| 1.   | Spojené arabské emiráty | 5 | 4 | 0  | 0  | 1 | 46 | 14 | 32  | 12 |
| 2.   | Hongkong                | 5 | 4 | 0  | 0  | 1 | 31 | 18 | 13  | 12 |
| 3.   | Thajsko                 | 5 | 2 | 1  | 0  | 2 | 26 | 19 | 7   | 8  |
| 4.   | Bosna a Hercegovina     | 5 | 2 | 0  | 1  | 2 | 21 | 22 | -1  | 7  |
| 5.   | Kuvajt                  | 5 | 1 | 0  | 0  | 4 | 9  | 43 | -34 | 3  |
| 6.   | Kyrgyzstán              | 5 | 1 | 0  | 0  | 4 | 7  | 24 | -17 | 3  |

#### Zápasy
Všechny časy jsou místní (UTC+04:00).
- Kyrgyzstán odehrál své první čtyři zápasy, které vyhrál, s hráčem ruského původu Aleksandrem Titovem v jejich sestavě. Před jejich posledním zápasem (také výhra) se zjistilo, že Titov ještě není způsobilý hrát za Kyrgyzstán, byl z turnaje diskvalifikován a Kyrgyzstán prohrál své první čtyři zápasy kontumačně.

| 31. března 2019 12:00 | Bosna a Hercegovina | 4:5 po s.n. (0:1) (4:1, 0:1, 0:2 - 0:0) | Thajsko | Abu Dhabi Ice Rink, Abú Zabí Návštěvnost: 47 |  |

| Report |

| 31. března 2019 16:00 | Kyrgyzstán | 1̶4̶:̶0 (0:5 kontumačně) (9:0, 2:0, 3:0) | Kuvajt | Abu Dhabi Ice Rink, Abú Zabí Návštěvnost: 52 |  |

| Report |

| 31. března 2019 20:00 | Spojené arabské emiráty | 11:1 (5:0, 6:0, 0:1) | Hongkong | Abu Dhabi Ice Rink, Abú Zabí Návštěvnost: 168 |  |

| Report |

| 1. dubna 2019 12:00 | Hongkong | 12:2 (4:1, 2:0, 6:1) | Kuvajt | Abu Dhabi Ice Rink, Abú Zabí Návštěvnost: 68 |  |

| Report |

| 1. dubna 2019 16:00 | Thajsko | 2̶:̶6 (kontumačně 5:0) (0:4, 0:0, 2:2) | Kyrgyzstán | Abu Dhabi Ice Rink, Abú Zabí Návštěvnost: 82 |  |

| Report |

| 1. dubna 2019 20:00 | Bosna a Hercegovina | 3:10 (0:3, 1:6, 2:1) | Spojené arabské emiráty | Abu Dhabi Ice Rink, Abú Zabí Návštěvnost: 74 |  |

| Report |

| 3. dubna 2019 12:00 | Bosna a Hercegovina | 3̶:̶1̶4 (kontumačně 5:0) (0:4, 2:7, 1:3) | Kyrgyzstán | Abu Dhabi Ice Rink, Abú Zabí Návštěvnost: 66 |  |

| Report |

| 3. dubna 2019 16:00 | Hongkong | 6:5 (0:3, 3:2, 3:0) | Thajsko | Abu Dhabi Ice Rink, Abú Zabí Návštěvnost: 56 |  |

| Report |

| 3. dubna 2019 20:00 | Spojené arabské emiráty | 13:1 (5:0, 8:0, 0:1) | Kuvajt | Abu Dhabi Ice Rink, Abú Zabí Návštěvnost: 98 |  |

| Report |

| 4. dubna 2019 12:00 | Kyrgyzstán | 8̶:̶3 (kontumačně 0:5) (3:0, 1:3, 4:0) | Hongkong | Abu Dhabi Ice Rink, Abú Zabí Návštěvnost: 44 |  |

| report |

| 4. dubna 2019 16:00 | Kuvajt | 0:9 (0:2, 0:3, 0:4) | Bosna a Hercegovina | Abu Dhabi Ice Rink, Abú Zabí Návštěvnost: 52 |  |

| Report |

| 4. dubna 2019 20:00 | Thajsko | 2:8 (1:4, 1:3, 0:1) | Spojené arabské emiráty | Abu Dhabi Ice Rink, Abú Zabí Návštěvnost: 123 |  |

| Report |

| 6. dubna 2019 12:00 | Kuvajt | 1:9 (0:0, 1:4, 0:5) | Thajsko | Abu Dhabi Ice Rink, Abú Zabí Návštěvnost: 47 |  |

| Report |

| 6. dubna 2019 16:00 | Hongkong | 7:0 (3:0, 1:0, 3:0) | Bosna a Hercegovina | Abu Dhabi Ice Rink, Abú Zabí Návštěvnost: 39 |  |

| Report |

| 6. dubna 2019 20:00 | Spojené arabské emiráty | 4:7 (2:3, 1:0, 1:4) | Kyrgyzstán | Abu Dhabi Ice Rink, Abú Zabí Návštěvnost: 580 |  |

| Report |